# Monica Racoviță Moisescu
Monica Racoviță Moisescu (n. 27 februarie 1940, București, România) este o artistă decoratoare română, stabilită din 1978 în Elveția.

## Biografie
A absolvit Institutul de Arte Plastice Nicolae Grigorescu, Facultatea de Arte Decorative, la București. A lucrat la Casa Tineretului din București.
A realizat tapiseria „Bătălia de la Rovine” pentru Teatrul Național din București și un mare mozaic pentru Institutul Meteorologic. 
A avut expoziții în România, Ungaria, Bulgaria, Cehoslovacia, Polonia ș.a. 
S-a stabilit în 1978 în Elveția. A fost profesoară de desen la mai multe colegii și meșter tapiser la Atelierul Permanent de Artizanat din Geneva.

## Distincții
În 1981 a fost distinsă cu diploma de onoare a Salonului Internațional de Sculptură, Pictună și Tapiserie de la Geneva.